# Steiner Energie
Die Steiner Energie AG ist ein Schweizer Energieversorgungsunternehmen, das seit 1903 für die Versorgung auf dem Gemeindegebiet von Malters zuständig ist.
Das Unternehmen verfügt über ein ca. 180 Kilometer langes Leitungsnetz und über 80 Transformatorenstationen. Es werden rund 3'700 Kunden beliefert. Darüber hinaus ist das Unternehmen auch in den Bereichen Elektroinstallationen, Telekommunikation, Informatik und EDV-Installationen sowie Sicherheitstechnik tätig.

## Geschichte
1879 kaufte die Firma A. Steiners Söhne in Alberswil die Neumühle in Malters. Das Unternehmen hat seine Wurzeln in der ab 1882 betriebenen Mühle der damals aus Grosswangen zugezogenen Müllerfamilie Steiner. Der Kraftbedarf wurde anfänglich mit einem Wasserrad und gegen Ende des 19. Jahrhunderts mit einer Turbine gedeckt. Die dadurch gewonnene Energie wurde nebst für den Betrieb der Mühle ab 1895 auch für die Produktion von elektrischem Licht für die Gemeinde Malters verwendet. 1903 erhielt das damals Steiners Söhne & Cie. AG firmierende Unternehmen erstmals die Konzession für die Abgabe von Elektrizität im Gemeindegebiet.
1983 wurde der Bereich Energie vom Mühlenbetrieb getrennt und in die kurz zuvor als eigenständige Tochtergesellschaft gegründete Steiner Energie AG eingebracht. 1996 verkaufte die Besitzerfamilie die Steiner Energie AG an die Centralschweizerische Kraftwerke (CKW), an deren Überlandnetz das Unternehmen bereits seit 1923 verbunden war.
Die Mühle in Malters wird nach etlichen ab 1983 stattfindenden Umstrukturierungen seit 1998 von der Meyerhans Hotz AG (heutige Meyerhans Mühlen AG) mit Hauptsitz in Weinfelden betrieben.